# Adéla Matýsková
Adéla Matýsková (* 6. října 1934) , též chybně Alena Matýsková byla česká a československá politička Komunistické strany Československa a poslankyně Sněmovny lidu Federálního shromáždění za normalizace.

## Biografie
K roku 1971 se profesně uvádí jako členka JZD. K roku 1976 jako spojovatelka.
Ve volbách roku 1971 byla zvolena do Sněmovny lidu Federálního shromáždění (volební obvod č. 127 - Hlučín, Severomoravský kraj) jako bezpartijní poslankyně. Mandát obhájila ve volbách roku 1976 (obvod Hlučín), opět jako bezpartijní, a ve volbách roku 1981 (obvod Hlučín), nyní uváděna již coby členka KSČ. Ve FS setrvala do konce funkčního období, tedy do voleb roku 1986.